# 365日家族
『365日家族』（さんびゃくろくじゅうごにちかぞく）は、関ジャニ∞の楽曲。 2011年6月8日にインペリアルレコードから18枚目のシングルとして発売された。

## 概要
- 前作『マイホーム』から約1か月でのリリース。シングル3か月連続リリース第3弾[10]。
- CDは初回限定盤、通常盤の2形態で発売。
- 表題曲「365日家族」は、家族との絆、うまく伝えられない家族への感謝の気持ちが歌わはナンバーとなっている[11]。
  - 同曲は、メンバーの大倉忠義が出演するTBS系金曜ドラマ『生まれる。』の主題歌である[11]。
  - 同曲のミュージック・ビデオは、思いのこもった歌唱シーンとともに家族の温もりを感じさせるストーリー仕立てとなっている[12]。
- カップリングの「9号車2番A席」は、渋谷すばると錦戸亮のユニット曲である[11]。
  - 通常盤のみ収録[11]。
  - 両曲は、2010年に開催されたライブツアー『KANJANI∞ LIVE TOUR 2010→2011 8UPPERS』アリーナ公演のみで披露されていた楽曲[11]。
  - 同ツアーはDVD/Blu-ray化されているが、同曲を披露した公演は収録されなかった。
- カップリングの「Eightopop!!!!!!!」は、4thアルバム『8UPPERS』に収録された安田章大のソロ曲「TOPOP」を、安田自身のプロデュースのもと、関ジャニ∞の曲としてリアレンジした楽曲である[11]。
  - 通常盤のみ収録[11]。
- その他、全形態共通のカップリングとして「Train in the rain」を収録[12]。
- 初回限定盤の特典DVDには、表題曲「365日家族」のミュージック・ビデオとメイキング映像を収録[12]。
- 本作と前作『T.W.L/イエローパンジーストリート』と『マイホーム』のシングル3ヶ月連続リリース合同企画として、『KANJANI∞ [∞(chain)GIFT]』を実施[13]。
  - 本作を店頭で購入すると配布された「KANJANI∞ [∞(chain)GIFT] 応募券」にて応募すると、「『365日家族』携帯待ち受け時計フラッシュ」が2011年6月30日までダウンロード出来た[14]。
  - 2011年7月15日 - 31日、前述の3作の合同企画として、「[∞(chain)GIFT] FLASH FOU YOU!」と題した各コンテンツが期間限定で配信された[13]。配信内容は以下の通り（原文ママ）。

1. 約3ヵ月間のカレンダー機能
2. あなただけに贈るメンバーの日替わりコメント
3. 特別な日にはお楽しみ機能あり
4. 電池・電波で変化 など
- 2024年1月1日、デビュー20周年を記念し、過去にリリースされた全楽曲が各種音楽ダウンロードサービス、サブスクリプションサービスで配信されることに伴い、表題曲「365日家族」がベストアルバム『8EST』の収録曲、同年1月24日には同曲がアルバム『FIGHT』の収録曲として配信開始され、同年1月31日には本作の全収録曲の配信も開始された[15][16][17]。

### 各形態概要
| 曲名                      | 形態 | 形態 |
| 曲名                      | 初回 | 通常 |
| ------------------------- | ---- | ---- |
| Train in the rain         | ○    | ○    |
| 9号車2番A席（渋谷・錦戸） | ×    | ○    |
| Eightopop!!!!!!!          | ×    | ○    |

| 特典内容                                    | 形態                   |
| ------------------------------------------- | ---------------------- |
| 特典DVD（詳細は#特典DVDを参照）             | 初回限定盤             |
| デジパック仕様                              | 初回限定盤             |
| KANJANI∞ [∞(chain)GIFT] 「365日家族」応募券 | 全形態（初回プレス分） |
| アコーディオン フォトカード                 | 通常盤（初回プレス分） |

## 販売形態
- 発売日：2011年6月8日
  - 初回限定盤（TECI-827：CD+DVD）
    - デジパック仕様

  - 通常盤（TECI-828：CD）
    - アコーディオン フォトカード封入（初回プレス盤のみ）
- 発売日：2015年7月1日
  - 通常盤：再発売（JACA-5534：CD）
    - 自身の所属レコード会社を『テイチクエンタテインメント』から『INFINITY RECORDS』へ移籍したため、INFINITY RECORDSより再発売。
- 発売日：2019年7月12日
  - 通常盤：十五催ハッピープライス盤（JSNC-1518：CD）
    - 自身の配信アプリ『関ジャニ∞アプリ』対応のため、15%オフでの再発売。
- 発売日：2024年1月31日
  - 配信作品
    - デビュー20周年を記念した音楽ダウンロードサービスおよびサブスクリプションサービスでの配信[15][16][17]。

## チャート成績

### シングルチャート順位
- オリコンチャート
  - 初週158,141枚を売り上げ、2011年6月7日付の「オリコン週間 CDシングルランキング」で週間1位を獲得した[1][2]。
    - 5作連続、通算13作目のシングル1位となった[1]。

  - 累計177,749枚を売り上げ、2011年6月度「オリコン月間 CDシングルランキング」で月間3位を獲得した[3]。
  - 累計158,141枚を売り上げ、2011年度「オリコン上半期 CDシングルランキング」で上半期20位を獲得した[4]。
  - 累計185,395枚を売り上げ、2011年度「オリコン年間 CDシングルランキング」で年間40位を獲得した[5]。
- Billboard JAPAN
  - 2011年6月15日公開の「Billboard JAPAN Top Singles Sales」で週間1位を獲得した[7]。
  - 2011年度「Billboard Japan Top Singles Sales Year End」で年間24位を獲得した[8]。

### 各曲チャート順位
- Billboard JAPAN
  - 2011年6月15日公開の「Billboard Japan Hot 100」で表題曲「365日家族」が週間1位を獲得した[6]。
  - 2011年度「Billboard Japan Hot 100 Year End」で表題曲「365日家族」が年間50位を獲得した[9]。

## 収録曲

### CD
※「9号車2番A席」以降、通常盤・配信作品のみ収録。
1. 365日家族 - [5:42]
作詞：田中花乃
作曲：谷口尚久
編曲：大西省吾
  - TBS系金曜ドラマ『生まれる。』主題歌[11]
2. Train in the rain - [4:13]
作詞・作曲・編曲：葉山拓亮
3. 9号車2番A席 / 渋谷すばる・錦戸亮 - [5:10]
作詞：渋谷すばる、錦戸亮
作曲：錦戸亮
編曲：錦戸亮、大西省吾
  - 渋谷・錦戸のユニット曲。
  - 渋谷と錦戸自身が制作した楽曲。
4. Eightopop!!!!!!! - [4:16]
作詞・作曲：安田章大
編曲：大西省吾
  - メンバーの安田章大が制作した楽曲。
  - 4thアルバム『8UPPERS』に収録された安田のソロ曲「TOPOP」を、安田自身のプロデュースのもと、関ジャニ∞の曲としてリアレンジされた[11]。
5. 365日家族 (オリジナル・カラオケ)
6. Train in the rain (オリジナル・カラオケ)

### 特典DVD（初回限定盤）
| #  | タイトル                      | 作詞 | 作曲・編曲 |
| -- | ----------------------------- | ---- | ---------- |
| 1. | 「365日家族」(Music Clip)     |      |            |
| 2. | 「365日家族」(メイキング映像) |      |            |

## メンバー作
※表記は曲順通り。
※全て通常盤のみ収録。
- 渋谷すばる
  - 「9号車2番A席」(作詞)
- 錦戸亮
  - 「9号車2番A席」(作詞・作曲・編曲)
- 安田章大
  - 「Eightopop!!!!!!!」(作詞・作曲)

## 収録作品

### アルバム
365日家族
- 5thアルバム『FIGHT』
- 1stベストアルバム『8EST』
- 2ndベストアルバム『GR8EST』(201∞限定盤 特典CD)

※メドレーの1曲として収録。

### 映像作品

#### ライブ映像
365日家族
- 8thライブDVD/Blu-ray『KANJANI∞ 五大ドームTOUR EIGHT×EIGHTER おもんなかったらドームすいません』
- 9thライブDVD/Blu-ray『KANJANI∞ LIVE TOUR!! 8EST 〜みんなの想いはどうなんだい?僕らの想いは無限大!!〜』(初回限定盤 特典DVD)

Eightopop!!!!!!!
- 8thライブDVD/Blu-ray『KANJANI∞ 五大ドームTOUR EIGHT×EIGHTER おもんなかったらドームすいません』
- 9thライブDVD/Blu-ray『KANJANI∞ LIVE TOUR!! 8EST 〜みんなの想いはどうなんだい?僕らの想いは無限大!!〜』
- 10thライブDVD/Blu-ray『KANJANI∞ LIVE TOUR JUKE BOX』
- 19thライブDVD/Blu-ray『十五祭』